# Aarhus Gymnastikforening 2017-2018
Questa voce raccoglie le informazioni riguardanti il Aarhus Gymnastikforening nelle competizioni ufficiali della stagione 2017-2018.

## Rosa pre sosta
| N. |                      | Ruolo | Calciatore              |
| -- | -------------------- | ----- | ----------------------- |
| 1  | Danimarca (bandiera) | P     | Steffen Rasmussen       |
| 2  | Croazia (bandiera)   | D     | Dino Mikanović          |
| 3  | Svezia (bandiera)    | D     | Niklas Backman          |
| 4  | Danimarca (bandiera) | C     | Daniel Pedersen         |
| 5  | Danimarca (bandiera) | D     | Alexander Juel Andersen |
| 7  | Danimarca (bandiera) | C     | Jakob Ankersen          |
| 8  | Australia (bandiera) | C     | Mustafa Amini           |
| 9  | Danimarca (bandiera) | A     | Kasper Junker           |
| 10 | Danimarca (bandiera) | C     | Martin Spelmann         |
| 11 | Svezia (bandiera)    | A     | Tobias Sana             |
| 13 | Danimarca (bandiera) | A     | Duncan                  |
| 14 | Danimarca (bandiera) | D     | Jens Stage              |
| 15 | Danimarca (bandiera) | D     | Mikkel Rask             |

| N. |                         | Ruolo | Calciatore           |
| -- | ----------------------- | ----- | -------------------- |
| 17 | Burkina Faso (bandiera) | C     | Adama Guira          |
| 18 | Danimarca (bandiera)    | D     | Jesper Juelsgaard    |
| 19 | Sierra Leone (bandiera) | A     | Mustapha Bundu       |
| 20 | Danimarca (bandiera)    | D     | Frederik Möller      |
| 21 | Danimarca (bandiera)    | A     | Andre Riel           |
| 22 | Danimarca (bandiera)    | C     | Benjamin Hvidt       |
| 23 | Danimarca (bandiera)    | D     | Pierre Kanstrup      |
| 26 | Serbia (bandiera)       | P     | Aleksandar Jovanović |
| 27 | Danimarca (bandiera)    | C     | Michael Zacho        |
| 33 | Danimarca (bandiera)    | D     | Daniel Thögersen     |
| 34 | Danimarca (bandiera)    | A     | Nimo Gribenco        |
| 37 | Danimarca (bandiera)    | D     | Sebastian Hausner    |
| 44 | Danimarca (bandiera)    | A     | Magnus Kaastrup      |

- Numero giocatori in rosa: 26
- Stranieri: 7 (26,9%)
- Età media: 25,4 anni

### Rosa post sosta
| N. |                      | Ruolo | Calciatore              |
| -- | -------------------- | ----- | ----------------------- |
| 1  | Danimarca (bandiera) | P     | Steffen Rasmussen       |
| 2  | Croazia (bandiera)   | D     | Dino Mikanović          |
| 3  | Svezia (bandiera)    | D     | Niklas Backman          |
| 4  | Danimarca (bandiera) | C     | Daniel Pedersen         |
| 5  | Danimarca (bandiera) | D     | Alexander Juel Andersen |
| 6  | Islanda (bandiera)   | C     | Björn Daníel Sverrisson |
| 7  | Danimarca (bandiera) | C     | Jakob Ankersen          |
| 8  | Australia (bandiera) | C     | Mustafa Amini           |
| 9  | Danimarca (bandiera) | A     | Kasper Junker           |
| 10 | Danimarca (bandiera) | C     | Martin Spelmann         |
| 11 | Svezia (bandiera)    | A     | Tobias Sana             |
| 14 | Danimarca (bandiera) | D     | Jens Stage              |
| 15 | Danimarca (bandiera) | D     | Mikkel Rask             |

| N. |                         | Ruolo | Calciatore           |
| -- | ----------------------- | ----- | -------------------- |
| 17 | Burkina Faso (bandiera) | C     | Adama Guira          |
| 18 | Danimarca (bandiera)    | D     | Jesper Juelsgaard    |
| 19 | Sierra Leone (bandiera) | A     | Mustapha Bundu       |
| 20 | Danimarca (bandiera)    | D     | Frederik Möller      |
| 21 | Danimarca (bandiera)    | A     | Andre Riel           |
| 22 | Danimarca (bandiera)    | C     | Benjamin Hvidt       |
| 23 | Austria (bandiera)      | A     | Martin Pušić         |
| 23 | Danimarca (bandiera)    | D     | Pierre Kanstrup      |
| 26 | Serbia (bandiera)       | P     | Aleksandar Jovanović |
| 33 | Danimarca (bandiera)    | D     | Daniel Thögersen     |
| 34 | Danimarca (bandiera)    | A     | Nimo Gribenco        |
| 37 | Danimarca (bandiera)    | D     | Sebastian Hausner    |
| 44 | Danimarca (bandiera)    | A     | Magnus Kaastrup      |
|    | Danimarca (bandiera)    | D     | Casper Höjer Nielsen |
|    | Danimarca (bandiera)    | A     | Alexander Ammitzböll |

- Numero giocatori in rosa: 28
- Stranieri: 9 (32,1%)
- Età media: 25,4 anni

## Trasferimenti estivi
| Acquisti | Acquisti        | Acquisti      | Acquisti           |
| R.       | Nome            | da            | Modalità           |
| -------- | --------------- | ------------- | ------------------ |
| C        | Adama Guira     | Lens          | gratuito           |
| D        | Frederik Möller | Horsens       | gratuito           |
| D        | Pierre Kanstrup | SønderjyskE   | gratuito           |
| A        | Andre Riel      | Helsingør     | ?                  |
| C        | Jakob Ankersen  | Zulte Waregem | ?                  |
| A        | Tobias Sana     | Malmö FF      | ?                  |
|          | 6 acquisti      |               | spesa totale = 0 € |

| Cessioni | Cessioni                  | Cessioni        | Cessioni              |
| R.       | Nome                      | a               | Modalità              |
| -------- | ------------------------- | --------------- | --------------------- |
| C        | Elmar Bjarnason           | Elazığspor      | gratuito              |
| C        | Danny Olsen               | Hobro           | gratuito              |
| D        | Oskar Buur                | Brabrand        | gratuito              |
| D        | Thomas Juel-Nielsen       | Maccabi Netanya | gratuito              |
| P        | Thomas Hagelskjær         | Vejle           | ?                     |
| C        | Björn Daníel Sverrisson   | Vejle           | prestito              |
| D        | Emil Christensen          |                 | svincolato            |
| D        | Dzhamaldin Khodzhaniyazov |                 | svincolato            |
| C        | Christopher Oikonomidis   | Lazio           | fine prestito         |
|          | 9 cessioni                |                 | guadagno totale = 0 € |
|          |                           |                 | saldo finale = 0 €    |

## Trasferimenti invernali
| Acquisti | Acquisti                | Acquisti   | Acquisti      |
| R.       | Nome                    | da         | Modalità      |
| -------- | ----------------------- | ---------- | ------------- |
| C        | Björn Daníel Sverrisson | Vejle      | fine prestito |
| A        | Martin Pušić            | Copenaghen | ?             |
| D        | Casper Höjer Nielsen    | Lyngby     | gratuito      |
|          |                         |            |               |

| Cessioni | Cessioni         | Cessioni       | Cessioni                |
| R.       | Nome             | a              | Modalità                |
| -------- | ---------------- | -------------- | ----------------------- |
| A        | Stephan Petersen | Silkeborg      | gratuito                |
| C        | Michael Zacho    | Brabrand       | prestito                |
| A        | Duncan           | Pogoń Stettino | definitivo (300 mila €) |
|          |                  |                |                         |
|          |                  |                |                         |